# Nesotrochis debooyi
Nesotrochis debooyi ist eine ausgestorbene Kranichvogelart, die auf Puerto Rico und den Amerikanischen Jungferninseln vorkam.

## Entdeckung und Beschreibung
Im Juli 1916 entdeckte der amerikanische Archäologe Theodoor de Booy in Muschelhaufenablagerungen in Richmond nahe Christiansted auf Saint Croix Oberschenkelknochen und Tibiotarsi einer bis dato unbekannten, ausgestorbenen Rallenart, die 1918 von Alexander Wetmore wissenschaftlich beschrieben wurde. In der Folgezeit wurden in Höhlen auf Saint Thomas und Puerto Rico weitere Knochen dieser Ralle gefunden, die Humeri sowie Reste des Beckens, des Kreuzbeins und des Mittelfußknochens enthielten. Die sehr dünne Beschaffenheit der Humeri legt den Schluss nahe, dass Nesotrochis debooyi flugunfähig war. Wetmore vermutete eine nahe Verwandtschaft zwischen den Gattungen Nesotrochis und Aramides, obwohl sich Nesotrochis debooyi hinsichtlich der kräftigeren Beine und der schwachen Flügel von den Rallen der Gattung Aramides unterschied. Nesotrochis debooyi erreichte ungefähr die Größe eines kleinen Haushuhns.

## Aussterben
Bei den Arawak-Indianern war das Fleisch so begehrt, dass sie dieser Vogel, der ursprünglich nur auf Puerto Rico vorkam, in Gefangenschaft aufzogen und auf die Jungferninseln brachten. Die Vögel wurden mit Hunden gejagt, und es war offenbar sehr einfach, sie mit den Händen zu greifen.  Allgemein wird angenommen, dass Nesotrochis debooyi vermutlich in präkolumbischer Zeit auf Puerto Rico und den Jungferninseln ausstarb, jedoch könnten sich Überlieferungen von einem leicht zu fangenden Vogel namens carrao, die Alexander Wetmore 1912 auf Puerto Rico mitbekommen hatte, auf diesen Vogel beziehen.  Heute wird der Name carrao hauptsächlich für den Rallenkranich verwendet.

## Systematik und Nomenklatur
Nesotrochis debooyi galt lange als einziger Vertreter der Gattung Nesotrochis. 1971 beschrieben die deutschen Paläontologen Burkhard Stephan und Karlheinz Fischer die fossilen Überreste eines bis dahin unbekannten Rallenvogels von der Insel Kuba und nannten ihn zunächst Fulica picapicensis. 1974 erkannte Storrs Lovejoy Olson die engen verwandtschaftlichen Beziehungen zwischen der kubanischen Form, einer weiteren ausgestorbenen Ralle von der Insel Hispaniola mit dem Namen Nesotrochis steganinos sowie Nesotrochis debooyi, und verfasste daraufhin eine Revision der Gattung Nesotrochis. Mit dem Artepitheton wird der Archäologe Theodoor de Booy geehrt. Eine DNA-Studie aus dem Jahr 2021 ergab, dass die Gattung Nesotrochis nicht zu den Rallen gehört, sondern ein Schwestertaxon der Besenschwanzrallen (Sarothruridae) repräsentiert.